# Mistrzostwa Europy w Lekkoatletyce 1938 – skok wzwyż kobiet
Skok wzwyż kobiet był jedną z konkurencji rozgrywanych podczas II Mistrzostw Europy w Wiedniu. Został rozegrany 18 września 1938 roku. Złoty medal zdobyła Niemka Dora Ratjen, która skacząc 1,70 m ustanowiła nowy rekord świata w kobiecym skoku wzwyż. Niedługo po zawodach okazało się, że Ratjen to mężczyzna, w związku z czym odebrano mu tytuł i anulowano rekord, a złoty medal zdobyła druga w finale Węgierka Ibolya Csák. W rywalizacji wzięło udział dziewięć zawodniczek z sześciu reprezentacji.

## Rekordy
| Rekord świata | Jean Shiley (USA)       | 1,65 | Los Angeles, Stany Zjednoczone | 07.08.1932 |
| Rekord świata | Mildred Didrikson (USA) | 1,65 | Los Angeles, Stany Zjednoczone | 07.08.1932 |
| Rekord Europy | Dora Greenwood (GBR)    | 1,65 | Southend, Wielka Brytania      | 08.06.1933 |

## Wyniki
| Miejsce | Zawodniczka             | Wynik | Uwagi |
| ------- | ----------------------- | ----- | ----- |
| 1       | Ibolya Csák             | 1,64  | NR    |
| 2       | Nelly van Balen Blanken | 1,64  | NR    |
| 3       | Feodora zu Solms        | 1,64  | NR    |
| 4       | Dorothy Cosnett         | 1,58  |       |
| 5       | Dora Gardner            | 1,58  |       |
| 6       | Ilsebill Pfenning       | 1,55  |       |
| 7       | Karin Färnström         | 1,55  |       |
| 8       | Wanda Nowak             | 1,50  |       |
| –       | Dora Ratjen             | DQ    |       |
| –       | Gina Spaggiari          | DNS   |       |